# Manu Codjia
Emmanuel Codjia, dit Manu Codjia, est un guitariste de jazz français né le 25 septembre 1975 à Chaumont.

## Biographie

### Formation
Manu Codjia nait le 25 septembre 1975 à Chaumont. C'est sa grand-mère qui l'initie à la musique et au piano.
À 10 ans, il entre au Conservatoire de Chaumont. Il y étudie la guitare classique pendant deux ans, avant de découvrir le jazz grâce à son professeur François Arnold.
Il s'installe à Paris à 18 ans, où il étudie un an au CIM avant d'entrer dans la classe de jazz du Conservatoire de Paris. Il a comme professeurs François Jeanneau, Jean-François Jenny-Clark, Hervé Sellin, Daniel Humair et François Théberge. Il obtient un premier prix en 1998.

### Carrière
Manu Codjia joue aux côtés de nombreux musiciens qui apprécient sa versatilité. Ainsi, il accompagne Daniel Humair à partir de 1999, puis fait partie de l'Orchestre national de jazz, dirigé par Paolo Damiani, en 2000,. Il joue avec Erik Truffaz à partir de 2001, Henri Texier à partir de 2004, Élisabeth Kontomanou à partir de 2006.
Il joue également avec Louis Sclavis, Pat Metheny, Michel Portal, Aldo Romano, Tony Malaby, Marc Ducret, David Linx, Bruno Chevillon ou encore Miroslav Vitouš.
Il publie Songlines (Bee Jazz), son premier album en tant que leader, en 2006, sur lequel il est accompagné de Daniel Humair et François Moutin.
Manu Codjia (Bee Jazz), son deuxième album, sort en 2009. On y trouve deux Suites composées par le guitariste pour un trio (Jérôme Regard à la contrebasse et Philippe Garcia à la batterie) auquel s'ajoutent Gueorgui Kornazov (trombone) et Geoffroy Tamisier (trompette).
Covers, paru en 2012, est un album de reprises de morceaux issus de différents genres musicaux.
En 2013 parait Looking for Parker, un hommage à Charlie Parker avec Géraldine Laurent et Christophe Marguet.
En 2016 paraît Le Gris du vent, en trio avec Gueorgui Kornazov et Geoffroy Tamisier. Les trois musiciens se connaissent depuis leurs études et jouent ensemble depuis des années.

## Prix et distinctions
Il obtient de nombreux prix au Concours national de jazz de la Défense :
- le 1er prix de soliste (1999)
- le 1er prix de groupe avec le Matthieu Donarier Trio (1999)
- le 2e prix de groupe avec le groupe Spice 'Bones (1999)
- le 3e prix de groupe avec le Gueorgui Kornazov 5tet (1999)
- le 1er prix de groupe avec Dr. Knock (2001)
- le prix FNAC avec Alerta G. (2001)

## Style
Manu Codjia est un guitariste versatile, réputé pour ses talents de sideman. Son jeu, lyrique, est teinté de jazz et de rock, et on peut y déceler l'influence de Bill Frisell.

## Discographie

### En tant que leader
- 2007 : Songlines, Bee Jazz (avec Daniel Humair et François Moutin)
- 2009 : Manu Codjia, Bee Jazz (avec Jérôme Regard (b), Philippe Garcia (d), Geoffroy Tamisier (tp), Gueorgui Kornazov (tb))
- 2010 : Covers, Bee Jazz (avec Jérôme Regard (b), Philippe Garcia (d))

### En tant que coleader
- 2013 : Looking for Parker, avec Géraldine Laurent (s alt) et Christophe Marguet (d) (Bee Jazz)
- 2016 : Le Gris du vent, avec Gueorgui Kornazov et Geoffroy Tamisier

### En tant que sideman
Avec Christian Lété Quartet
- 2001 : Cinque Terre, Cinque Terre

Avec Gueorgui Kornazov 5tet
- 2001 : Staro Vrémé, Yolk

Avec Spice'Bones
- 2001 : Spice'Bones, Label La Lichère

Avec Erik Truffaz
- 2003 : Mantis, Blue Note Records
- 2005 : Saloua, EMI Records
- 2006 : Face à Face Disc 1, EMI Records (Live)

Avec Daniel Humair
- 2003 : Baby-Boom, Sketch
- 2008 : Baby Boom II, Bee Jazz

Avec Dr Knock
- 2003 : Dr Knock, Chief Inspector

Avec Samo Salamon, Manu Codjia & Mikkel Ploug Trio
- 2014 : Ives, Samo Records

Avec Matthieu Donarier Trio
- 2004 : Optic topic, Yolk

Avec Henri Texier
- 2004 : (V)ivre, Label Bleu
- 2007 : Alerte à l'eau, Label Bleu
- 2009 : Blue Wind Story, Label Bleu
- 2009 : Love Songs Reflexions, Henri Texier Red Route Quartet, Label Bleu
- 2011 : Canto Negro, Henri Texier Nord-Sud Quintet, Label Bleu

Avec Christophe Wallemme
- 2006 : Namaste, Bee Jazz
- 2008 : Start - "So many ways...", Bee Jazz

Avec Moniomania
- 2006 : Moniomania volume 2, BMC Records

Avec Simon Goubert
- 2006 : Background, Le Chant du Monde

Avec Leïla Olivesi
- 2007 : L'Étrange Fleur (Nocturne)
- 2012 : TIY (Attention Fragile)
- 2015 : Utopia (Jazz & People)
- 2019 : Suite Andamane
- 2022 : Astral

Avec Georgi Kornazov's Horizons Quintet
- 2008 : Viara, BMC Records

Avec Christophe Monniot / Moniomania
- 2009 : Princesse fragile, Quoi de Neuf Docteur

Avec Michel Benita
- 2010 : Ramblin, Plus Loin Music

Avec Cool Runnings Orchestra
- 2012 : Tribute to Marley , Budapest Music Center Records

Avec François et Louis Moutin
- 2016 : Deep, Moutin Factory Quintet (Jazz Family)
- 2019 : Mythical River, Moutin Factory Quintet (Laborie Jazz)

Avec Giuseppe Millaci et Lieven Venken
- 2021 : Phases - Manu Codjia, Giuseppe Millaci & Lieven Venken - Hypnote Records